# Сигнальные пути 5-HT1A-рецептора
Рецепторы подтипа 5-HT1A обладают несколькими различными внутриклеточными сигнальными путями.

## Канонические пути

### Аденилатциклазный путь

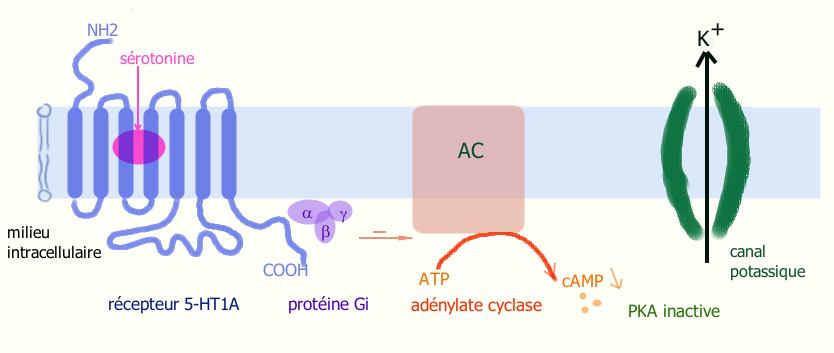
Схематическое изображение серотонинового рецептора подтипа 5-HT₁_{A}, связанного с G_{i}, и процесса взаимодействия с аденилатциклазой и протеинкиназой А

Уже в ранних исследованиях было показано, что 5-HT₁A-рецептор связан с одним из семейства ингибиторных G-белков — Gi / Go. Связывание агониста с рецептором вызывает замену гуанозиндифосфата (ГДФ) на гуанозинтрифосфат (ГТФ) в α-субъединице белка Gi / Go. Это вызывает, соответственно, активацию этой α-субъединицы (её переход в активную форму). А одна из основных функций активной формы Giα / Goα (хотя и не единственная) — это угнетение активности внутриклеточной аденилатциклазы. Угнетение активности аденилатциклазы вызывает снижение образования в клетке циклического АМФ из АТФ. А это вызывает угнетение активности цАМФ-зависимой протеинкиназы — так называемой протеинкиназы A. Эксперименты с мембранами гиппокампальных нейронов млекопитающих показали, что серотонин, а также такие агонисты 5-HT₁A-рецепторов, как 8-OH-DPAT, 5-карбоксамидотриптамин (5-CT), урапидил, буспирон, ипсапирон, способны ингибировать вызванное форсколином увеличение активности аденилатциклазы и соответственно предотвращать накопление циклического АМФ именно благодаря воздействию на 5-HT₁A-рецепторы. Позже этот эффект был также воспроизведён в культурах гиппокампальных и корковых нейронов, а также в других клетках, экспрессирующих 5-HT₁A-рецептор.
В мозгу, однако, лишь активация 5-HT₁A-гетерорецепторов, расположенных на не-серотониновых нейронах, приводит с Giα-связанному ингибированию активности аденилатциклазы и к угнетению образования цАМФ и активности протеинкиназы А. Показано, что 5-HT₁A-ауторецепторы, расположенные на серотониновых нейронах в ядрах шва, не ингибируют аденилатциклазную активность и не связываются с аденилатциклазой. В разных областях мозга 5-HT₁A-рецепторы связаны с разными ингибиторными белками семейства Gi / Go. Например, в дорсальной части ядер шва 5-HT₁A-ауторецепторы на серотониновых нейронах чаще всего связаны с Gi3α, а 5-HT₁A-гетерорецепторы в гиппокампе — с Goα. Кроме того, показано, что способность 5-HT₁A-ауторецепторов ядер шва к десенситизации значительно выше, чем способность 5-HT₁A-гетерорецепторов в лимбической системе к аналогичной десенситизации. Это может отражать различия в их связывании с различными сигнальными G-белками, а также и само по себе может оказывать влияние на различия в их способе передачи внутриклеточного сигнала и на эффективность этой передачи.
Агонисты 5-HT₁A-рецепторов, такие, как 8-OH-DPAT, вызывая понижение активности протеинкиназы А в гиппокампе, вызывают вследствие этого повышение активности протеин фосфатазы 1 (одной из мишеней протеинкиназы А) и снижение активности фосфорилирования кальций/кальмодулин-зависимой протеинкиназы II (CaMKII) — а эта активность повышается при процессах обучения. Показано, что именно этот сигнальный каскад ответствен за наблюдаемые при воздействии 8-OH-DPAT нарушения памяти и обучаемости вследствие активации 5-HT₁A-рецепторов. Таким образом, ингибирование аденилатциклазы и активности протеинкиназы А и опосредованное через него ингибирование активности протеин-фосфатазы-1 и кальций/кальмодулин-зависимой протеинкиназы II (CaMKII) может опосредовать поведенческие эффекты активации 5-HT₁A-рецепторов.

### Модуляция активности калиевых каналов и электрической активности клеток
Активация 5-HT₁A-рецепторов также активирует G-белок-связанные калиевые ионные каналы внутреннего выпрямления — так называемые GIRK — причём и в гиппокампе, и в дорсальной части ядер шва. То есть этот эффект активации G-белок-связанных входящих калиевых каналов (GIRK) — одинаков у 5-HT₁A-ауторецепторов и у 5-HT₁A-гетерорецепторов. Учитывая тот факт, что активация 5-HT₁A-ауторецепторов в ядрах шва не вызывает ингибирования аденилатциклазы, маловероятно, что выраженная активация входящего тока ионов калия в дорсальной части ядер шва, наблюдаемая при воздействии 5-HT₁A-агонистов, является цАМФ-зависимым эффектом. Активация GIRK и соответственно активация входящего тока ионов калия осуществляется другим механизмом — а именно, диссоциировавшими под воздействием активации рецептора из связи с α-субъединицей β- и γ-субъединицами Gi / Go — то есть димером Giβγ / G0βγ. Способность активированных 5-HT₁A-рецепторов вызывать GIRK-индуцированный гиперполяризующий входящий ток ионов калия позволяет 5-HT₁A-рецепторам оказывать сильнейшее тормозящее влияние на электрическую возбудимость нейронов, на их способность к генерации электрических импульсов. Этот физиологический процесс также может иметь прямое отношение к поведенческим эффектам, наблюдаемым при активации 5-HT₁A-рецепторов, в частности к их анксиолитическому, анальгетическому, антидепрессивному эффектам.

### Фосфолипазный путь
Активация 5-HT₁A-рецепторов также может вызывать активацию фосфолипазы C, которая катализирует образование из фосфатидилинозитол-дифосфата (PIP2) двух вторичных мессенджеров — диацилглицерина (DAG) и инозитолтрифосфата (IP3). Далее происходит активация протеинкиназы C. А протеинкиназа C, в свою очередь, фосфорилирует многие белки нисходящего эффекторного каскада.
Помимо этого, в этом каскаде инозитолтрифосфат (IP3) связывается со специфическими IP3-рецепторами, многие из которых являются кальциевыми каналами (например, кальмодулин), что приводит к увеличению концентрации внутриклеточного кальция и активации ряда кальций-зависимых внутриклеточных процессов.

### Взаимодействие с системой синтазы оксида азота
Активация 5-HT₁A-рецепторов оказывает стимулирующее влияние на активность эндогенной системы оксида азота (II) (моноксида азота, NO) и синтазы оксида азота (белка NOS). Так, например, в культуре клеток вентральной части простаты крысы, так же как и в живом организме крысы, активация 5-HT₁A-рецепторов приводит не только к ожидаемому (и типичному для разных клеточных систем) угнетению активности аденилатциклазы, но и к повышению активности синтазы оксида азота.
Некоторые СИОЗС угнетают активность синтазы оксида азота, в том числе через вызываемую ими десенситизацию 5-HT₁A-рецепторов (понижение их чувствительности к стимуляции). Это может быть одной из причин наблюдаемых при воздействии СИОЗС нарушений сексуальной функции, поскольку активность эндотелиальной формы синтазы оксида азота и вызываемое ею выделение оксида азота (II) критически важны для вазодилатации кровеносных сосудов полового члена, и, соответственно, для акта эрекции.
Вызываемая некоторыми β-адреноблокаторами, такими, как небиволол, вазодилатация также во многом опосредуется через их парциальный агонизм к 5-HT₁A-рецепторам, и соответственно вызываемую ими стимуляцию 5-HT₁A-рецепторов и индукцию синтазы оксида азота, приводящую к повышению биосинтеза оксида азота (II). Этот эффект предотвращается антагонистами 5-HT₁A-рецепторов, такими, как метерголин или NAN-190, или блокаторами синтазы оксида азота, такими, как метиловый эфир N-ω-нитро-L-аргинина (L-NAME), а также теми β-адреноблокаторами, которые обладают, напротив, антагонистической активностью в отношении 5-HT₁A-рецепторов, как, например, пропранолол.
Регуляция циркадного ритма у млекопитающих происходит путём передачи информации об освещённости от специализированных клеток сетчатки в супрахиазмальные ядра гипоталамуса (так называемые SCN) по ретиногипоталамическому (оптикохиазмальному) пути с участием глутаматергических нейронов, причём в процессе передачи сигнала важно участие как NMDA-рецепторов, так и не-NMDA глутаматных рецепторов и активация синтазы оксида азота, приводящая к выделению оксида азота (II). А этот процесс, включающий выделение оксида азота (II), как показано, модулируется активностью постсинаптических 5-HT₁A и 5-HT7-рецепторов и пресинаптических 5-HT₁B-гетерорецепторов. Таким образом, вызываемая активацией 5-HT₁A-рецепторов индукция синтазы оксида азота и повышение биосинтеза оксида азота (II) может принимать непосредственное участие в реализации их поведенческих эффектов и, например, частично объяснять наблюдаемую при воздействии антидепрессантов нормализацию нарушенного при депрессиях циркадного ритма.
Система синтазы оксида азота может также принимать участие в опосредованной 5-HT₁A-рецепторами регуляции аппетита и пищевого поведения. В частности, у крыс наблюдаемая при воздействии агониста 5-HT₁A-рецепторов — 8-OH-DPAT стимуляция аппетита и гиперфагия, снимается воздействием блокатора синтазы оксида азота — метилового эфира N-ω-нитро-L-аргинина (L-NAME), однако этот эффект стимуляции аппетита и вызывания гиперфагии при помощи 8-OH-DPAT восстанавливается при введении получившим L-NAME крысам прекурсора оксида азота (II) — L-аргинина.
Однако влияние стимуляции 5-HT₁A-рецепторов на активность синтазы оксида азота и на выделение оксида азота (II) различно в разных типах нейронов. Так, например, в гиппокампальных нейронах взрослой крысы стимуляция 5-HT₁A-рецепторов серотонином или селективным парциальным агонистом 5-HT₁A-рецепторов — буспироном — приводит к угнетению вызванной активацией NMDA-рецепторов активности синтазы оксида азота и к снижению выделения оксида азота (II) и накопления циклического ГМФ, а также к угнетению вызванного активацией NMDA-рецепторов высвобождения арахидоновой кислоты и накопления ионов кальция, причём этот эффект серотонина и буспирона снимается селективным антагонистом 5-HT₁A-рецепторов — NAN-190, но не снимается антагонистом 5-HT2-рецепторов — кетансерином. Предполагается, что этот эффект является одним из механизмов, благодаря которому серотонин и антидепрессанты оказывают нейропротективное влияние на нейроны гиппокампа, защищая их от NMDA-, кальций- и NO-опосредованной эксайтотоксичности.
Эксперименты на мышах показывают, что повышение проницаемости кровеносных сосудов, вызываемое серотонином, как эндогенным медиатором воспаления, также частично опосредуется через вызываемую стимуляцией 5-HT₁A-рецепторов (но в ещё большей мере — стимуляцией 5-HT2-рецепторов) кровеносных сосудов индукцию синтазы оксида азота и выделение оксида азота (II). Этот эффект серотонина на проницаемость кровеносных сосудов сильно блокируется антагонистом 5-HT2-рецепторов — кетансерином и неселективным антагонистом 5-HT₁- и 5-HT2-рецепторов метисергидом, в меньшей степени блокируется селективным антагонистом 5-HT₁A-рецепторов — NAN-190, но не блокируется селективным антагонистом 5-HT3-рецепторов — гранисетроном (что означает вовлечение в реализацию эффекта как 5-HT2, так и 5-HT₁A-рецепторов, но неучастие 5-HT3-рецепторов), и предотвращается блокаторами синтазы оксида азота — L-NAME и метиленовым синим.
Способность серотонина и агонистов 5-HT₁A-рецепторов, таких, как 5-карбоксамидотриптамин (5-CT) или 8-OH-DPAT, расширять кровеносные сосуды почек тоже опосредуется через стимуляцию 5-HT₁A-рецепторов эндотелия сосудов, индукцию синтазы оксида азота и выделение оксида азота (II). Этот эффект блокируется антагонистами 5-HT₁A-рецепторов BMY-7378 и метерголином, а также снимается ингибиторами синтазы оксида азота — L-NAME и метиленовым синим.
Способность серотонина и агониста 5-HT₁A-рецепторов 8-OH-DPAT ингибировать прессорный ответ на симпатическую стимуляцию также опосредуется через индукцию синтазы оксида азота и выделение оксида азота (II) и блокируется ингибитором гуанилатциклазы ODQ и/или ингибитором синтазы оксида азота — L-NAME.
И наоборот, воздействие на систему оксида азота (II) и синтазы оксида азота оказывает влияние на активность 5-HT₁A-рецепторов.

### Сложности изучения сигнальных каскадов 5-HT₁A-рецептора
Несмотря на то, что связь 5-HT₁A-рецепторов с опосредованными Giα / Goα изменениями активности аденилатциклазы, концентрации внутриклеточного цАМФ и активности протеинкиназы А и с опосредованными Giβγ / Goβγ изменениями активности GIRK и тока ионов калия уже хорошо установлена, функция этих двух «канонических» сигнальных механизмов и их роль в опосредованной 5-HT₁A-рецепторами регуляции активности нейронов всё ещё не изучена достаточно полно. Сложность механизмов внутриклеточной передачи сигнала в нейронах требует комбинированных фармакологических, биохимических и молекулярно-биологических подходов к их изучению для детальной характеристики каждого компонента внутриклеточного сигнального каскада и его роли и места в общей схеме. А это сильно ограничивает возможности изучения этих каскадов in vivo и возможность охарактеризовать их влияние на функции нейронов в их естественной среде, на функцию мозга в целом и на поведение живых организмов как целого. Помимо этого, в работе 5-HT₁A-рецепторов могут играть роль также дополнительные, «неканонические» сигнальные каскады. Среди них в последнее время наибольшее внимание привлекают сигнальные каскады, работа которых традиционно ассоциировалась с активацией рецепторов для факторов роста, и которые также оказались связаны с работой 5-HT₁A-рецепторов.

## Неканонические пути

### Сигнальный путь MAPK/ERK
Роль MAP-киназ в регуляции роста клеток и в поддержании их жизнеспособности, в противодействии апоптозу разных типов клеток хорошо известна. Более того, хорошо известно, что MAP-киназы являются критически важными в регуляции роста, развития и пластичности также и нейронов центральной нервной системы. Семейство MAP-киназ включает в себя активируемые внеклеточными сигналами киназы 1 и 2 (ERK1 и ERK2, известные также как белки MAP-киназ p42 и p44), MAP-киназу p38 (p38-MAPK) и c-Jun N-терминальную киназу (JNK). Из всего семейства MAP-киназ, активация 5-HT₁A-рецепторов наиболее сильно влияет на активность ERK1 и ERK2. Обычно ERK1/2 активируются тирозинкиназами, связанными с рецепторами факторов роста. Эти рецепторы активируют малую ГТФазу Ras. Белок Ras, в свою очередь, активирует белок RAF1. А уже этот белок фосфорилирует и активирует MAPK/ERK-киназы 1 и 2 (MEK1 и MEK2). А MEK1 и MEK2 — это протеинкиназы, регулирующие активность ERK1 и ERK2. Активация MEK приводит к фосфорилированию ERK. Активация ERK приводит к множественной активации протеинкиназ нисходящего ERK-сигнального пути, таких, как рибосомальная S6 киназа (RSK), и к активации факторов транскрипции белков, таких, как Myc, и белков-активаторов митоза, таких, как потенциальный онкоген Elk1. Фосфорилирование белков нисходящего ERK-сигнального пути в нейронах приводит к множественной активации разнообразных рецепторов и ионных каналов, множественной экспрессии различных генов и к проявлениям нейропластичности. Все эти явления могут иметь внешние поведенческие проявления. Одним из интересных примеров является активация фактора транскрипции CREB — одной из мишеней (субстратов) ERK-киназ — серин/треониновой протеинкиназой RSK. Белок фактора транскрипции CREB хорошо изучен. Изучена его роль в регуляции экспрессии генов и роль изменений в его активности и соответствующих изменений в регулируемой им экспрессии генов в развитии таких патологических состояний, как стресс, тревожные состояния, депрессия. Регуляция активности CREB при помощи ERK-сигнального пути заставляет предполагать, что сигнальный путь ERK может играть важную роль в регуляции настроения, уровня тревожности, уровня стресса. Поведенческие эффекты изменений в активности ERK-сигнального пути исследовались в нескольких лабораториях. Было показано, что ингибиторы MEK вызывают множественные изменения в поведении животных, в зависимости от вида животного вызывая гиперактивное состояние, повышение или снижение уровня тревоги и стресса и поведение, напоминающее проявления депрессии. Также было показано, что ингибиторы MEK блокируют поведенческие эффекты антидепрессантов. Столь большое разнообразие поведенческих эффектов ингибиторов МЕК может быть следствием того, что MEK/ERK-сигнальный путь влияет на активность одновременно множества регуляторных белков и факторов транскрипции, являющихся субстратами ERK-киназ. Для того, чтобы точнее определить поведенческие эффекты, связанные с активацией ERK-сигнального каскада, необходимо продолжение исследований и более точное определение роли каждого из этих белков в регуляции как функции отдельной клетки, так и поведения организма в целом.
Способность 5-HT₁A-рецепторов активировать ERK1/2 при помощи их фосфорилирования была впервые обнаружена в клетках, отличных от нейронов, но также экспрессирующих 5-HT₁A-рецепторы. Это воздействие 5-HT₁A-рецепторов на активность ERK1/2 чувствительно к ингибированию Gi-белков коклюшным токсином. Это заставляет предполагать, что в активации ERK-сигнального пути при стимуляции 5-HT₁A-рецепторов принимает участие G-белок-связанный механизм. Так же, как и при вызванной факторами роста активации ERK, вызванная активацией 5-HT₁A-рецепторов активация ERK опосредуется активацией малых ГТФ-аз Ras и Raf и активацией через них MEK. Этот сигнальный каскад требует кальмодулин-зависимого эндоцитоза рецепторов как промежуточного этапа. Кроме того, активация ERK1/2 при активации 5-HT₁A-рецепторов в ненейронных клетках может также опосредоваться фосфатидилинозитол-3-киназой (PI3K) и фосфатидилхолин-специфичной фосфолипазой С (PLC). Этот эффекторный каскад также является G-белок-зависимым. Однако детали процесса передачи сигнала от G-белок-зависимой фосфатидилинозитол-3-киназы (PI3K) к ERK в результате активации 5-HT₁A-рецепторов ещё до конца не понятны.
Несмотря на то, что в ненейронных клеточных системах активация 5-HT₁A-рецепторов систематически и закономерно приводит к активации сигнального каскада MEK/ERK, эффекты активации 5-HT₁A-рецепторов на активность MEK/ERK каскада и в частности на активность ERK1/2 в клетках нейронального происхождения вариабельны в зависимости от места происхождения и степени дифференцировки нейронов. Так, в частности, в высокодифференцированных HN2-5 клетках, происходящих из гиппокампа, агонисты 5-HT₁A-рецепторов вызывают усиление фосфорилирования ERK1/2 и повышение её активности. Показано, что этот эффект зависит от активности малых ГТФ-аз Ras и Raf, активации MEK и мобилизации внутриклеточного кальция. Однако этот эффект активации 5-HT₁A-рецепторов не обнаруживается в первичной культуре низкодифференцированных гиппокампальных нейронов или в ромбоэнцефалических нейронах эмбриона. Для них активация 5-HT₁A-рецепторов нейтральна в отношении активности ERK1/2 (не влияет на неё никак). А в высокодифференцированных нейрональных клетках из ядер шва активация 5-HT₁A-рецепторов приводит к прямо противоположному эффекту — опосредуемому Gβγ-субъединицей ингибированию активности MEK и снижению фосфорилирования и активности ERK. На то, каким образом отреагирует MEK/ERK-сигнальный каскад на активацию 5-HT₁A-рецепторов, влияют многие факторы. В частности, похоже на то, что для проявления активирующего действия 5-HT₁A-рецепторов на активность ERK необходима высокая плотность 5-HT1A-рецепторов на поверхности клеток (что чаще встречается у зрелых, высокодифференцированных клеток). Однако тип 5-HT₁A-рецепторов (ауторецепторы, как в ядрах шва, или гетерорецепторы, как, например, в гиппокампе), их предпочтительное связывание с тем или иным подтипом Gi / Go ингибиторных белков, и наличие и доступность этих белков в соответствующих клетках также, по-видимому, оказывают влияние на характер ERK-ответа на активацию 5-HT₁A-рецепторов. Хотя факторы, детерминирующие тот или иной тип ERK-ответа на активацию 5-HT₁A-рецепторов ещё до конца не изучены, важным уже достигнутым результатом исследований на сегодняшний день является понимание того, что опосредуемая 5-HT₁A-рецепторами регуляция активности MEK/ERK-сигнального пути высоко селективна и специфична в зависимости от области происхождения нейронов, их возраста, степени дифференцировки. Это особенно важно в свете того, что в мозгу существует огромное количество разнообразных типов нейронов, экспрессирующих 5-HT₁A-рецепторы и огромное количество разных областей с существенно разными физиологическими функциями, содержащих такие нейроны.
В нескольких исследованиях было убедительно показано, что активация MEK/ERK-сигнального пути при активации 5-HT₁A-рецепторов не является универсальной реакцией для любых нейронов мозга. В частности, в ряде исследований было показано, что 5-HT₁A-агонисты быстро, но кратковременно повышают фосфорилирование ERK в гипоталамусе, и что этот эффект, по всей вероятности, является промежуточным этапом в вызываемой 5-HT₁A-агонистами индукции биосинтеза и высвобождения окситоцина, АКТГ и пролактина. В контрасте с этим, 5-HT₁A-агонисты понижают фосфорилирование ERK и активность ERK в гиппокампе. И хотя значение факта этой отрицательной привязки активности ERK к активности 5-HT₁A-рецепторов в гиппокампе точно не известно, но сама по себе ERK известна как критически важный регулятор процессов мышления и памяти и как важный медиатор синаптической пластичности. Вероятно, ингибирование 5-HT₁A-рецепторами активности ERK в гиппокампе может играть роль в опосредуемых 5-HT₁A-рецепторами изменениях синаптической пластичности или в объяснении вызываемых активацией 5-HT₁A-рецепторов нарушений когнитивных функций. Находки, характеризующие регуляцию 5-HT₁A-рецепторами фосфорилирования ERK в других областях мозга, таких, как кора больших полушарий, миндалевидное тело, ядра шва, значительно более противоречивы. Так, например, по некоторым данным, во фронтальной коре 5-HT₁A-агонисты повышают фосфорилирование ERK, а по другим данным, там они не влияют на степень фосфорилирования ERK. В префронтальной коре активация 5-HT₁A-рецепторов или NMDA-рецепторов по отдельности никак не влияет на активность ERK, однако одновременная активация обоих типов рецепторов приводит к снижению фосфорилирования ERK и к понижению её активности. Это заставляет предполагать, что для регуляции активности ERK в нейронах коры больших полушарий критически важно кросс-общение между различными нейромедиаторами, рецепторами и сигнальными механизмами, совместно координирующее эффект. Для более чёткого понимания взаимосвязи между активностью 5-HT₁A-рецепторов и активностью сигнального каскада MEK/ERK в коре больших полушарий нужны более детальные исследования этих связей в различных областях коры и различных типах нейронов коры. По контрасту с исследованиями, которые показали, что в изолированных высокодифференцированных нейронах ядер шва активация 5-HT₁A-рецепторов приводит к снижению активности ERK, показано, что введение 5-HT₁A-агонистов в живой организм приводит к кратковременному увеличению активности ERK в дорсальной части ядер шва — эффект, полностью противоположный наблюдаемому в культуре тех же самых клеток. Кроме того, селективная активация 5-HT₁A-ауторецепторов ядер шва (а их там очень много) может также косвенно, опосредованно влиять на активность MEK/ERK-сигнального пути в мозгу через регуляцию высвобождения серотонина в других областях мозга. Таким образом, регуляция 5-HT₁A-рецепторами активности ERK в мозгу очень сложна и разнообразна и отличается в разных областях мозга и для разных типов нейронов. Для выяснения деталей специфической регуляции 5-HT1A-рецепторами активности ERK в разных областях мозга необходимы дальнейшие эксперименты с локальной активацией 5-HT₁A-рецепторов в тех или иных областях мозга и опыты с трансгенными мышами с пространственными и временными модификациями 5-HT₁A-рецепторов.
Учитывая выраженное влияние 5-HT₁A-рецепторов на регуляцию настроения, уровня тревожности, память и когнитивные функции, и наличие данных, показывающих выраженное регионарно-специфичное и типоспецифичное для разных типов нейронов влияние 5-HT₁A-рецепторов на активность ERK, роль ERK в опосредовании поведенческих эффектов 5-HT₁A-рецепторов и в регуляции активности нейронов заслуживает дальнейшего изучения, так же как и возможный терапевтический потенциал непосредственной фармакологической модуляции активности этого важного регулируемого 5-HT₁A-рецепторами сигнального каскада на более низких уровнях (на уровне тех или иных внутриклеточных звеньев, а не на уровне 5-HT₁A-рецептора).

### Сигнальный путь PI3K/Akt
Серотониновые рецепторы подтипа 5-HT₁A также способны активировать другой сигнальный путь, обычно активируемый различными факторами роста, так называемый сигнальный путь PI3K / Akt. Когда тирозинкиназные рецепторы активируются факторами роста, они рекрутируют (активируют, фосфорилируя по тирозину) PI3K. Активированная PI3K, в свою очередь, активирует фосфоинозитид-зависимую киназу (PDK). А активированная PDK фосфорилирует и активирует Akt. Белок Akt хорошо известен как регулятор клеточного роста и выживаемости и как фактор, противодействующий апоптозу и способствующий митотической активности. Активация белка Akt ростовыми факторами опосредует вызываемый инсулином рост тканей и повышает устойчивость клеток к про-апоптотическим воздействиям. В центральной нервной системе белок Akt является важнейшим эффекторным белком в сигнальных каскадах, реализующих эффект нейротрофинов и различных нейромедиаторов. Также как и ERK, белок Akt является мультиспецифичной протеинкиназой широкого назначения, которая фосфорилирует множество мишеней-субстратов, в том числе протеинкиназы нисходящего эффекторного сигнального пути PI3K / Akt, различные факторы транскрипции белков и другие регуляторные белки.
Киназа гликоген-синтетазы 3 (GSK3) — это одна из протеинкиназ, которая в основном фосфорилируется и инактивируется белком Akt, но также может фосфорилироваться и инактивироваться несколькими другими протеинкиназами, такими, как протеинкиназа C или протеинкиназа А (цАМФ-зависимая). Киназа гликоген-синтетазы 3 (GSK3) является потенциальной молекулярной мишенью при некоторых психических заболеваниях, прежде всего заболеваниях аффективной сферы. В частности, известно, что нормотимик литий является селективным ингибитором GSK3. Ингибирование GSK3 фармакологическим методом или выведение лишённой GSK3 трансгенной мыши имитирует эффект антидепрессантов и антиманиакальных средств (нормотимиков и антипсихотиков). И наоборот, нарушенная регуляция GSK3 приводит к поведенческим аномалиям у животных, напоминающим состояния мании и депрессии.
Другая интересная группа субстратов фосфорилирования белком Akt — это так называемые транскрипционные факторы Forkhead-box-O (также называемые FoxOs). Активированный в результате действия факторов роста белок Akt фосфорилирует FoxOs и инактивирует их, вызывая их экспорт из ядра клетки в цитоплазму, где они не могут влиять на транскрипцию ДНК. И у беспозвоночных (в частности, насекомых, как фруктовая мушка дрозофила), и у высших животных белки FoxOs также могут подвергаться фосфорилированию и инактивации при воздействии серотонина через 5-HT₁A-рецептор и нисходящий эффекторный PI3K / Akt-зависимый механизм. В частности, показано, что подтип FoxO3a этого белка, распространённый в мозгу, может инактивироваться при воздействии имипрамина и подвергаться даунрегуляции (понижению активности и степени экспрессии) при воздействии ионов лития. Кроме того, трансгенные мыши с дефицитом FoxO проявляют поведение, характерное для мышей, получающих антидепрессанты и/или анксиолитики.
Таким образом, регуляция активности различных белков при помощи сигнального пути PI3K / Akt играет важную роль не только в росте и развитии нейронов и в их устойчивости к апоптозу, но и в поддержании активности нейронов и в регулировании поведенческих реакций, и этот сигнальный путь, по-видимому, тоже является важным для реализации антидепрессивного и анксиолитического эффектов 5-HT₁A-рецепторов.
В клетках, отличных от нейронов, активация гетерологичных 5-HT₁A-рецепторов закономерно повышает фосфорилирование белка Akt и его активность. Подобно регуляции белка ERK, регуляция Akt при помощи 5-HT₁A-рецепторов опосредуется Gi / Go и нисходящими эффекторными каскадами PI3K и Ras. Кроме того, активация Akt при активации 5-HT₁A-рецепторов предотвращается при повышении концентрации циклического АМФ в клетке (например вызванном одновременной активацией каких-то других, стимулирующих, а не ингибирующих аденилатциклазную активность, рецепторов) и соответствующей активации протеинкиназы A. Это влияние накопления цАМФ на активность Akt предотвращается или снимается ингибированием или инактивированием протеинкиназы А. Это заставляет предполагать, что вызываемое активацией 5-HT₁A-рецепторов ингибирование активности аденилатциклазы с соответствующим снижением содержания цАМФ в клетке и активности протеинкиназы A также является одним из механизмов, при помощи которых активация 5-HT₁A-рецепторов повышает активность Akt. Это согласуется с другими данными, которые показывают, что накопление цАМФ в клетке может вызывать дефосфорилирование и инактивацию Akt за счёт активации протеинкиназы A (PKA) и PKA-зависимой активации протеин-фосфатаз, в том числе протеин-фосфатазы 1.
Было показано, что агонисты 5-HT₁A-рецепторов закономерно повышают фосфорилирование и активность Akt в нейронах разного происхождения, включая происходящие из гиппокампа HN2-5 нейрональные клетки разной степени дифференцировки и зрелости, первичные низкодифференцированные гиппокампальные нейроны, первичные ромбоэнцефалические нейроны плода. Так же, как и в клетках не-нейронного происхождения, вызываемая активацией 5-HT₁A-рецепторов активация белка Akt является G-белок-зависимым процессом, чувствительным к ингибированию Gi и повышению активности аденилатциклазы коклюшным токсином и к концентрации цАМФ и опосредуемой ею активности протеинкиназы A. Этот процесс активации белка Akt под влиянием активации 5-HT₁A-рецепторов медиируется повышением активности PI3K, а также угнетением активности аденилатциклазы, снижением концентрации циклического АМФ и угнетением активности протеинкиназы А. Таким образом, опосредуемая отчасти PI3K, отчасти «каноническим» аденилатциклазным механизмом регуляция белка Akt и нижележащих звеньев сигнального каскада PI3K / Akt, вероятно, также является одним из важных механизмов, которыми опосредуются поведенческие и физиологические эффекты активации 5-HT₁A-рецепторов.
Прямые доказательства регуляции белка Akt активностью 5-HT₁A-рецепторов в мозге млекопитающих в нормальных физиологических условиях пока не получены. Однако существует немало косвенных доказательств участия 5-HT₁A-рецепторов в регуляции активности белка Akt и в целом сигнального каскада PI3K / Akt. Так, например, введение мыши 5-HT₁A-агониста 8-OH-DPAT значительно повышало фосфорилирование N-терминальных остатков серина у белка GSK3 — а белок GSK3 является одной из основных мишеней-субстратов белка Akt. Этот эффект наблюдался в том числе и в мозге мыши, в нескольких областях. Более того, было показано, что вызванное серотонином повышение фосфорилирования GSK3 опосредуется именно через 5-HT₁A-рецепторы (не через другие типы серотониновых рецепторов) и блокируется антагонистами 5-HT₁A-рецепторов. Кроме того, было показано, что в мозге мыши повышение уровня серотонина (при введении антидепрессантов, лития, L-триптофана) приводит к повышению фосфорилирования и активности белка Akt — эффект, который предотвращался введением в желудочки мозга ингибитора PI3K. Однако ни одно из этих исследований не предоставляет прямых доказательств того, что 5-HT₁A-рецепторы регулируют активность белка Akt в нормальных физиологических условиях в мозге млекопитающих. Также неизвестно, является ли влияние 5-HT₁A-рецепторов на активность белка Akt регионарно-специфичным или типоспецифичным для типа нейронов, как это происходит с белками ERK. Дополнительные исследования также необходимы и для того, чтобы окончательно определить, какую роль играет регуляция сигнального пути PI3K / Akt 5-HT₁A-рецепторами в общей картине действия 5-HT₁A-рецепторов на нейрональную активность и на поведение животных.
Взятые вместе, все эти данные свидетельствуют о том, что 5-HT₁A-рецепторы сопряжены с активацией не только канонического Gi / Go-опосредованного сигнального каскада, включающего аденилатциклазу, цАМФ и протеинкиназу A, а также G-белок-зависимые каналы ионов калия (GIRK), но и с активацией добавочных сигнальных каскадов, обычно ассоциируемых с факторами роста клеток и с модуляцией нейрональной пластичности, роста и развития клеток и с их устойчивостью к апоптозу — в частности, с активацией ERK-сигнального пути и сигнального пути PI3K / Akt. Для детального изучения того, каким образом работа этих сигнальных каскадов зависит от типа клеток и от регионарной специфичности в разных областях мозга, и каким образом они медиируют разнообразные физиологические и поведенческие аспекты действия 5-HT₁A-рецепторов, требуются дополнительные исследования. Лучшее понимание механизмов передачи сигнала от 5-HT₁A-рецептора внутрь клетки может способствовать обнаружению новых мишеней для лекарств, и в конечном итоге — разработке новых лекарств (в частности, анксиолитиков и антидепрессантов) для лечения патологических состояний, ассоциирующихся с аномальным функционированием 5-HT₁A-рецепторов или их внутриклеточных каскадов (а это такие состояния, как тревожность, депрессия).